# تاترا تی۹۷
تاترا تی۹۷ (Tatra T۹۷) خودرویی است که در سال‌های ۱۹۳۶ تا ۱۹۳۹ و به تعداد ۵۰۸ تولید شده‌است.
این خودرو در کلاس خودرو سایز متوسط قرار گرفته، طراحی آن خودروهای موتور عقب-محور عقب بوده طول آن در حالت طبیعی ۴٬۲۷۰ میلیمتر (۱۶۸٫۱ اینچ) و عرض آن در حالت طبیعی ۱٬۶۱۰ میلیمتر (۶۳٫۴ اینچ) و ارتفاع آن در حالت طبیعی ۱٬۴۵۰ میلیمتر (۵۷٫۱ اینچ) است.
موتور آن ۱۷۶۱ سی‌سی سیستم جعبه‌دندهٔ آن ۴ دنده به صورت دستی است.